# Machineslootbrug
De Machineslootbrug (brug 358) is een vaste brug in Amsterdam-West over de Admiralengracht.

## Ligging
De verkeersbrug waarover ook tram 7 en  17 rijden, is gelegen in de Postjesweg en overspant de Admiralengracht. De brug is een zusje van de Molenslootbrug (brug 359). De bruggen dateren van 1929 en 1930. De brug ligt ten westen van de voormalige Ambachtsschool, tegenwoordig het Sieraad, in dezelfde stijl gebouwd en erkend als rijksmonument. Ten oosten van dat gebouw ligt de Kinkerbrug over de Kostverlorenvaart.

## Geschiedenis
Amsterdam breidde naar het westen uit nadat het in 1921 de gemeente Sloten had geannexeerd. Die uitbreiding van de stad zou een nieuw grens trekken aan de Hoofdweg. Om het nieuwe deel van de stad te kunnen bereiken werden ter plaatse van de Jan Evertsenstraat en de Postjesweg in 1923 twee houten noodbruggen (gezamenlijke prijs 22.000 gulden) aangelegd. Over deze noodbruggen reden ook al trams. Door de aanleg van de noodbrug Molenslootbrug (brug 359) konden tramlijnen 7 en 17 in 1927 doorgetrokken worden naar het Mercatorplein. Toen die voorloper van de Machineslootbrug werd opgeleverd reed tramlijn 17 over die brug. Het was een smalle brug. Het werd drukker en drukker, want er woonden ongeveer 35.000 in deze Mercatorbuurt. De bruggen konden vrijwel vanaf het begin het verkeer niet aan, ook niet toen in 1927 nog een voetgangersbrug (de latere Groentepraambrug, maar destijds een kippenbruggetje genoemd) verrees ter hoogte van de Van Kinsbergenstraat. Winkeliers en bewoners bleven om nieuwe bruggen vragen, tegelijkertijd was het crisis en dus gebrek aan geld. In najaar 1928 werd krediet aangevraagd van 330.000 gulden voor vervanging van de noodbruggen. Toen het besluit genomen was, organiseerde de buurt direct een feestweek. In januari 1929 was bekend, dat er voor beide bruggen in totaal 11 m³ graniet (circa 147 gulden per m³), leuningen (ter waarde van 6685 gulden) en 184 ton ijzer (100 gulden per ton) geleverd ging worden. Bij de bouw lag het water van de Admiralengracht veel dieper, op het peil van de Sloterpolder (NAP -2.10). In 1952 zijn de Postjeswetering, Admiralengracht en de Erasmusgracht op Amsterdams grachtenpeil (NAP -40 cm) gebracht, en is de nabijgelegen overtoom (op de Baarsjesweg) vervangen door doortrekking van de Admiralengracht naar de Kostverlorenvaart.
De bruggen kwamen van de tekentafel van Piet Kramer. De brug is net als de oude Ambachtsschool gebouwd in de stijl van de Amsterdamse School. Baksteen wordt afgewisseld met natuursteen/graniet, er zijn bewerkingen (vermoedelijk door Hildo Krop) gemaakt in het graniet en siersmeedijzeren balustraden. Bijzonder is dat deze balustraden eindigen in de landhoofden in de vorm van een zeeanemoon. Er zijn minieme verschillen met brug 359, zoals ter plaatse van de balustrades, die bij brug 358 onderbroken zijn en bij brug 359 doorlopen. 
De brug is genoemd naar de Machinesloot, een oude naam voor een waterweg dat ongeveer het spoor volgde van de Admiralengracht. In de volksmond werd ook wel Ambachtbrug gebezigd, naar de school.

## Afbeeldingen

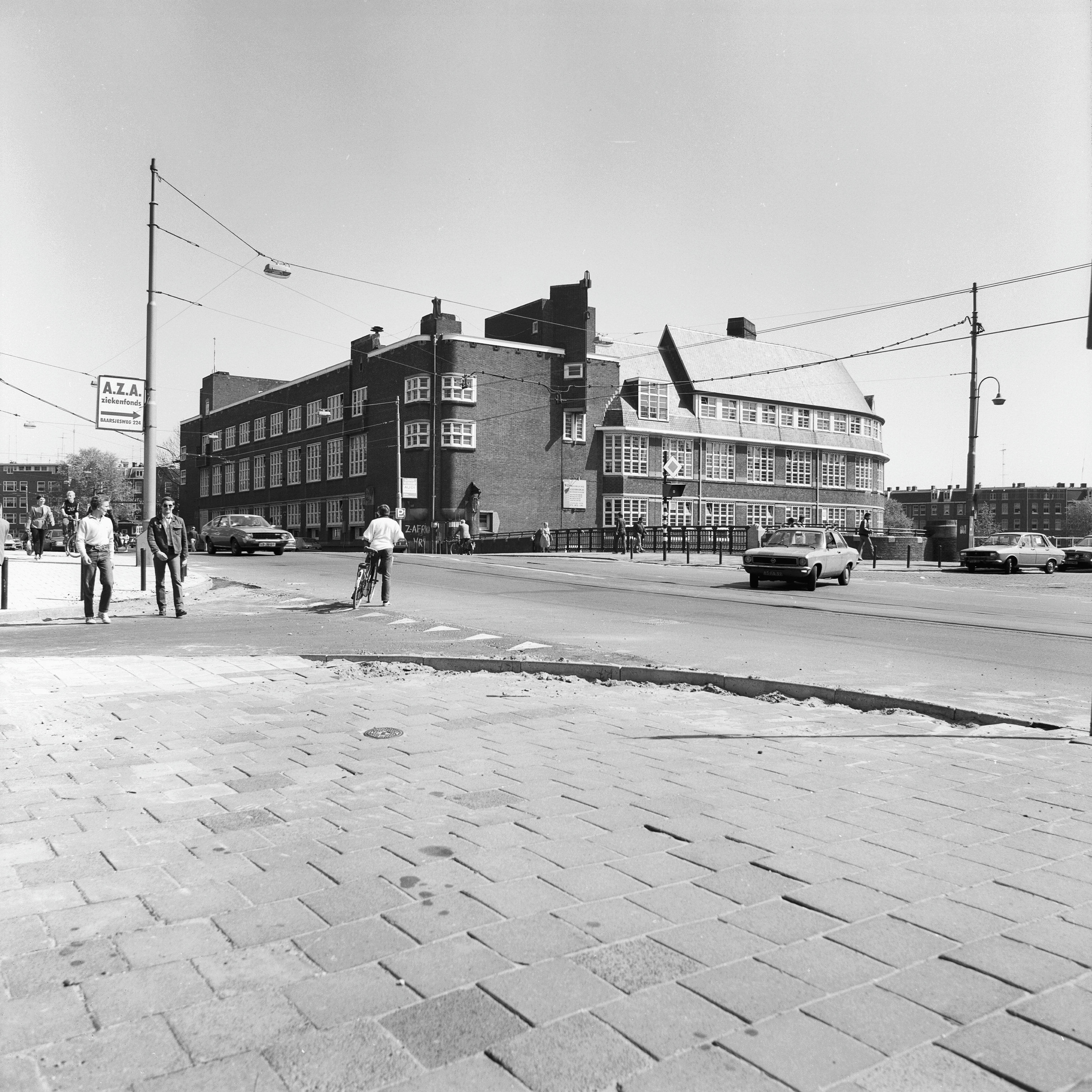
Machineslootbrug met de Ambachtschool op de achtergrond (1981)
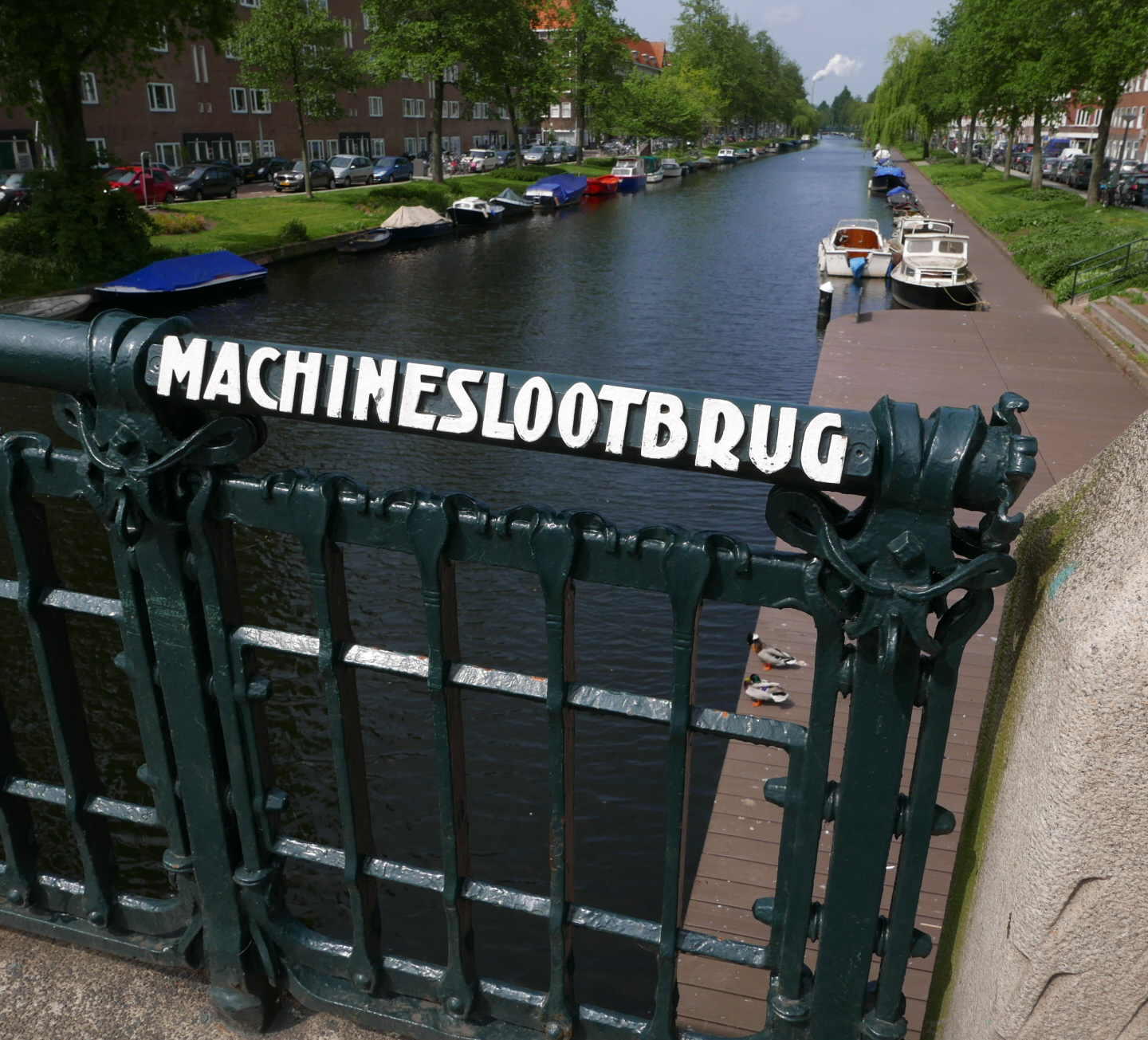
Naambord (mei 2017)
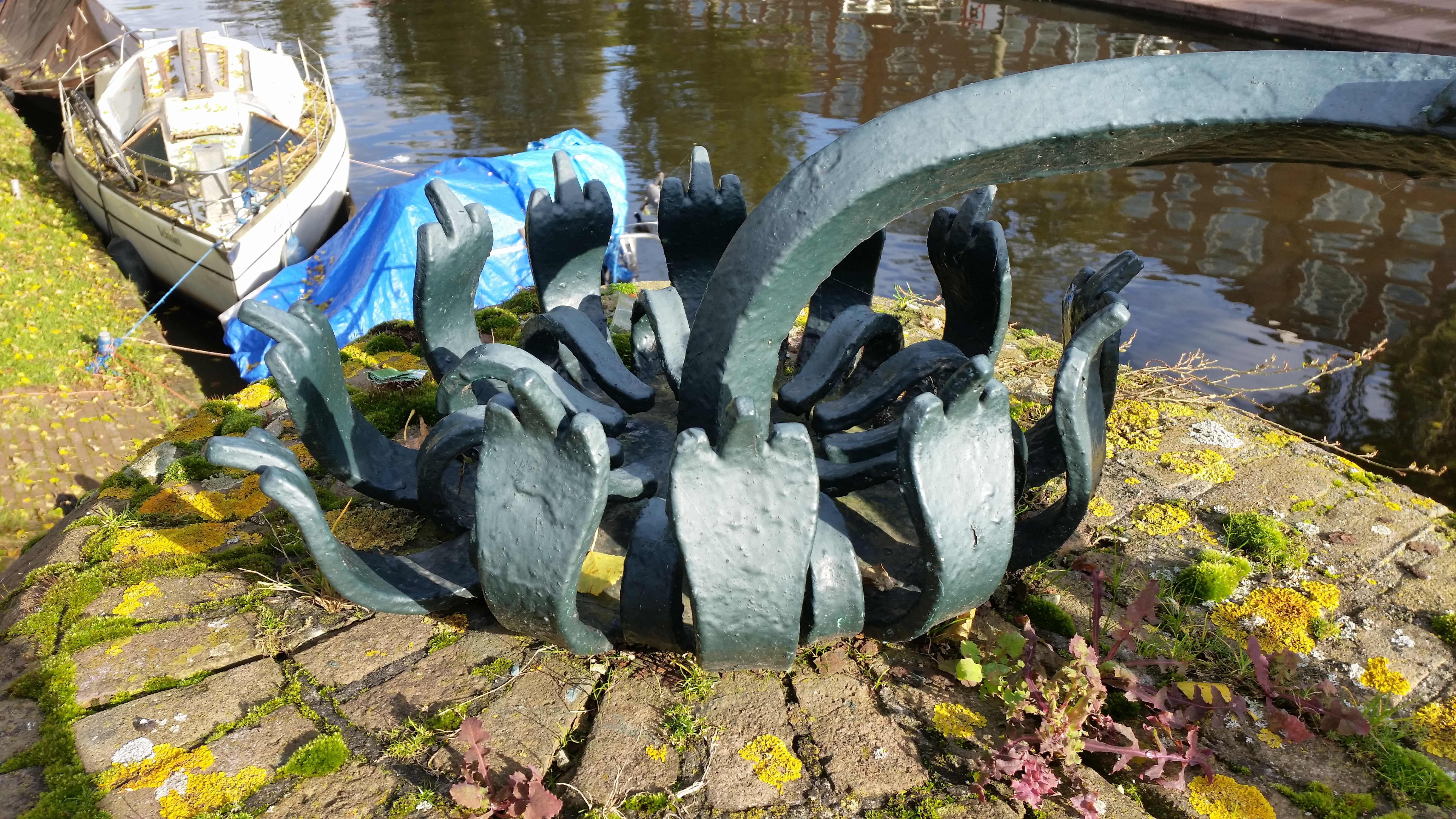
Zeeanemoonmotief (november 2019)
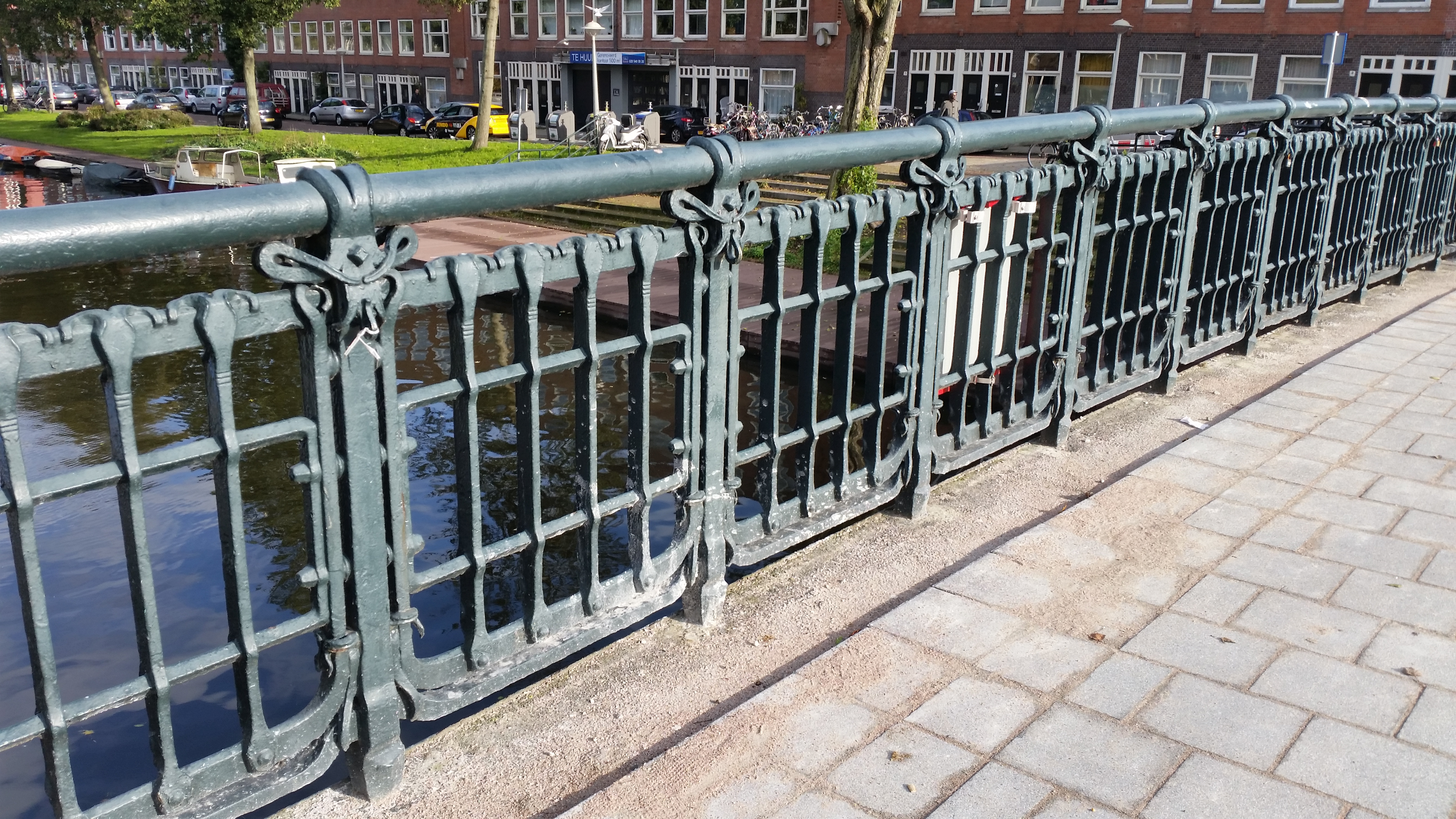
Brugleuning (november 2019)

<<< · 300 · 301 · 302 · 303 · 304 · 305 · 306 · 307 · 308 · 309 · 310 · 311 · 312 · 313 · 314 · 315 · 316 · 317 · 318 · 320 · 321 · 322 · 323 · 324 · 325 · 327 · 328 · 330 · 331 · 332 · 333 · 334 · 335 · 336 · 337 · 338 · 339 · 340 · 341 · 342 · 343 · 344 · 345 · 346 · 347 · 348 · 349 · 350 · 351 · 352 · 353 · 354 · 355 · 356 · 357 · 358 · 359 · 360 · 361 · 362 · 363 · 364 · 365 · 366 · 367 · 368 · 371 · 372 · 373 · 374 · 375 · 376 · 377 · 378 · 379 · 380 · 381 · 382 · 383 · 385 · 386 · 387 · 388 · 389 · 390 · 391 · 392 · 393 · 394 · 395 · 396 · 397 · 398 · 399 · >>>
Brugnummers 319, 326, 329 (tijdelijke duiker in de Ringspoordijk), 369, 370, 384 zijn niet (meer) vergeven.